# Jan Wlekliński
Jan Wlekliński (ur. 1879 – zm. 4 listopada 1947 w Warszawie) – polski inżynier technolog, wykładowca Politechniki Warszawskiej, oficer Legionu Puławskiego
Ukończył wydział matematyczny szkoły realnej w Warszawie (1894). W latach 1901–1906 studiował w Instytucie Technologicznym w Petersburgu, który ukończył z tytułem inżyniera technologa w 1906. Podczas studiów był aktywnym członkiem koła Polskiej Partii Socjalistycznej w Petersburgu. W 1911 był członkiem Towarzystwa Biblioteki Publicznej w Warszawie.
Po wybuchu I wojny światowej wstąpił  do Legionu Puławskiego, od stycznia 1915 jako chorąży dowodził pododdziałem łączności.
W latach 1924–1939 był pracownikiem dydaktycznym, potem docentem Wydziału Mechanicznego oraz Lotniczego i Włókienniczego Politechniki Warszawskiej, prowadził wykłady i ćwiczenia zlecone z zakresu budownictwa ogólnego i przemysłowego, oraz konstrukcji żelaznych. Opracował wraz z Wacławem Prochnau, Czesławem Rajskim, Mieczysławem Makowskim, Piotrem Wilniewiczycem Słownik Techniczny w czterech językach: niemieckim, polskim, angielskim i francuskim, Warszawa 1936-1939 (wyd. II Londyn 1947). W okresie międzywojennym projektował też wille i budynki mieszkalne m.in. w Otwocku. Prezes Rady Nadzorczej Fabryki Rowerów i Maszyn "INVENTIA", Sp. Akc. w Poznaniu (1928-1929). W l. 30 był także prezesem zarządu Związku Legionistów Puławskich.

## Odznaczenia
- Złoty Krzyż Zasługi (13 maja 1938)[13]